# A Chapter of Accidents
A Chapter of Accidents è il secondo album in studio del gruppo musicale Dead Infection, pubblicato nel 1995 dalla Morbid Records.

## Tracce
1. From the Anatomical Deeps - 01:50
2. Autophagia - 01:47
3. The End of Love - 01:36
4. Hospital - 02:43
5. Incident at Corsica - 01:45
6. Airplane's Catastrophe - 02:35
7. Little John's Story - 01:39
8. Her Heart in Your Hands - 01:37
9. Ambulance - 02:41
10. Colitis Ulcerosa - 02:13
11. Life of a Surgeon - 02:43
12. Fire in the Forest - 01:16
13. Damaged Elevator - 02:58
14. The Firing Ground - 01:32
15. Tragedy at the Railway Station - 01:43
16. Don't Turn His Crushed Face on Me - 01:35
17. Torn by the Lion Apart - 01:25
18. The Merry-Go-Round - 05:04

## Formazione
- Jaro - voce
- Tocha - chitarra, basso
- Mały - chitarra
- Cyjan - batteria